# Pablo Ramón Parra
Pablo Ramón Parra (Calviá, Islas Baleares, 30 de junio de 2001) es un futbolista español que juega como defensa en el R. C. D. Espanyol de la Primera División de España.

## Trayectoria

### Inicios y etapa formativa
Se formó en las categorías inferiores del Real Club Deportivo Mallorca, donde jugó desde 2011 a 2019, y entidad con la que debutó como profesional en su primer equipo en la temporada 2018-19, concretamente, el 31 de octubre de 2018 en un derrota frente al Real Valladolid Club de Fútbol correspondiente a la Copa del Rey, convirtiéndose en el primer jugador nacido en el siglo XXI que vistió la camiseta del R. C. D. Mallorca. Finalizó esa temporada en calidad de cedido en el club bermellón ya que fue fichado por el Real Madrid C. F. mediada la temporada pero inmediatamente volvió a ligarse al club balear para finalizar la misma. Fue a comienzos de la temporada 2019-20 cuando pasó a formar parte de plena disciplina del club madrileño, donde se incorporó al equipo juvenil.
El 8 de agosto de 2023 fue cedido al C. D. Mirandés por una temporada. Jugó 35 partidos en Segunda División y terminó la campaña lesionado de gravedad en la rodilla. Volvió a Madrid y, mientras seguía con su recuperación, a inicios de 2025 fichó por el R. C. D. Espanyol hasta 2028.